# Enrique Romero de Torres
Enrique Romero de Torres, né le 21 décembre 1876 à Cordoue, et mort le mai 1956, est un artiste peintre et un épigraphiste espagnol.

## Biographie
Il est le fils et l'élève de Rafael Romero Barros.
Il a signalé une erreur faite par Juan Nepomuceno (es) en 1774 dans l'interprétation d'une épigraphie présente dans la Chapelle des Saints Martyrs de Medina-Sidonia, erreur qui avait perduré jusqu'au début du XXe siècle — y compris dans le remarquable travail d'Emil Hübner sur les épigraphies espagnoles.

## Publications
Voir aussi la « liste de ses écrits et communications diverses mis en ligne », sur cervantesvirtual.com.
- [1897] (es) « Almodóvar del Río. Epigrafía romana y visigótica », Boletín de la Real Academia de la Historia, t. 31,‎ 1897, p. 347-348 (lire en ligne [PDF] sur cervantesvirtual.com, consulté en février 2025).
- [1908] (es) « Nuevas inscripciones de Zahara y Prado del Rey en la provincia de Cádiz », Boletín de la Real Academia de la Historia, t. 53,‎ 1908, p. 378-389 (lire en ligne [PDF] sur cervantesvirtual.com, consulté en février 2025).
- [1908] (es) « Epigrafía romana y visigótica de Alcalá de los Gazules », Boletín de la Real Academia de la Historia, t. 53,‎ 1908, p. 514-523 (lire en ligne [PDF] sur cervantesvirtual.com, consulté en février 2025).
- [1909] (es) « La Ermita de los Santos en Medinasidonia », Boletín de la Real Academia de la Historia, t. 54,‎ 1909, p. 45-54 (lire en ligne [PDF] sur cervantesvirtual.com, consulté en février 2025).
- [1909] (es) « Inscripciones romanas y visigóticas de Medinasidonia, Cádiz y Vejer de la Frontera », Boletín de la Real Academia de la Historia, t. 54,‎ 1909, p. 89-103 (lire en ligne [PDF] sur cervantesvirtual.com, consulté en février 2025).
- [1910] (es) « Nuevas inscripciones romanas halladas en Córdoba », Boletín de la Real Academia de la Historia, t. 56,‎ 1910, p. 451-455 (lire en ligne [PDF] sur cervantesvirtual.com, consulté en février 2025).
- [1913] (es) « Inscripciones romanas de Bujalance y Córdoba », Boletín de la Real Academia de la Historia, t. 62,‎ 1913, p. 72-76 (lire en ligne [PDF] sur cervantesvirtual.com, consulté en février 2025).
- [1914] (es) « Inscripciones inéditas de Alcaudete y Torredonjimeno en la provincia de Jaén », Boletín de la Real Academia de la Historia, t. 64,‎ 1914, p. 624-628 (lire en ligne [PDF] sur cervantesvirtual.com, consulté en février 2025).
- [1914] (es) « Nuevas inscripciones romanas de Córdoba, Porcuna y Torredonjimeno », Boletín de la Real Academia de la Historia, t. 65,‎ 1914, p. 130-138 (lire en ligne [PDF] sur cervantesvirtual.com, consulté en février 2025).
- [1914] (es) « Inscripciones y ruinas romanas de Albuniel (es) », Boletín de la Real Academia de la Historia, t. 65,‎ 1914, p. 572-576 (lire en ligne [PDF] sur cervantesvirtual.com, consulté en février 2025).
- [1915] (es) « Inscripciones o marcas de cerámica romana de Castellar de Santiesteban », Boletín de la Real Academia de la Historia, t. 67,‎ 1915, p. 467-468 (lire en ligne [PDF] sur cervantesvirtual.com, consulté en février 2025).
- [1916] (es) « Una escritura de San Juan de la Cruz », Boletín de la Real Academia de la Historia, t. 69,‎ juillet-août 1916, p. 65-70 (lire en ligne [PDF] sur cervantesvirtual.com, consulté en février 2025).
- [1919] (es) « Nuevo ladrillo visigótico con inscripción », Boletín de la Real Academia de la Historia, t. 74,‎ 1919, p. 375-377 (lire en ligne [PDF] sur cervantesvirtual.com, consulté en février 2025).
- [1934] (es) Catálogo Monumental de la Provincia de Cádiz (Catálogo monumental de España : provincia de Cádiz (1908-1909)), Madrid, Ministerio de Inst. Publ. y Bellas Artes, 1934.
  - Catálogo de los Monumentos Históricos y artísticos de la Provincia de Cadiz, Fotografías
    - tome 1
    - tome 2 (PDF)
    - tome 3 (PDF) : San Fernando, Puerto de Santa María, Rota, Chipiona, Sanlúcar de Barrameda, Trebujena.
    - tome 4 (PDF) : Arcos de la Frontera, Algar, Bornos, ruines de Carija (Carissa Aurelia (es) sur Bornos et Espera).
    - tome 5 (PDF) : Espera, Prado del Rey, Villamartín, San Roque, Los Barrios, La Línea de la Concepción, Castellar de la Frontera, Jimena de la Frontera, Algeciras, ruinas de Carteya, Tarifa, ruinas de Bolonia, Zara (Zahara de los Atunes).
    - tome 6 (PDF) : Zara (Zahara de los Atunes), Ceuta, Grazalema, El Bosque, Benaocaz, Ubrique, Villaluenga, Olvera, El Gastor, Torre Alháquime, Puerto Serrano, Algodonales, Alcalá del Valle, Setenil.
    - tome 7 (PDF) : Zahara (Zahara de la Sierra), Chiclana, Conil de la Frontera, Vejer de la Frontera, Medina Sidonia, Alcalá de los Gazules.
    - tome 8 (PDF) : Jerez de la Frontera, et Index des 8 tomes.